# The Trolls
The Trolls é uma banda de rock norte americana formada por Iggy Pop (vocal), Pete Marshal (guitarra), Lloyd "Mooseman" Roberts (baixo) e os irmãos Whitey Kirst (guitarra) e Alex Kirst (bateria).

## Biografia
A banda foi primeiramente chamada com este nome no álbum Beat 'Em Up (2001), apesar de os músicos já terem gravado músicas juntos para o álbum Naughty Little Doggie. A banda também foi creditada em 7 músicas no álbum Skull Ring (2003).
Pouco tempo depois da gravação do álbum Beat 'Em Up, o baixista Lloyd "Mooseman" Roberts foi assassinado em um tiroteio, consequentemente a turnê do disco teve que ser adiada.
Em janeiro de 2011, o baterista Alex Kirst morreu atropelado no deserto da Califórnia.

## Discografia

### Álbums
- Beat 'Em Up (2001)
- Skull Ring (2003)